# Манья (приток Лозьвы)
Манья — река в Ивдельском городском округе Свердловской области России. Устье реки находится в 359 км по правому берегу реки Лозьва. Длина реки составляет 26 км. Крупнейшим водоёмом в бассейне Маньи является озеро Маньинское, находящееся на правобережье низовий.

## Данные водного реестра
По данным государственного водного реестра России относится к Иртышскому бассейновому округу, водохозяйственный участок реки — Тавда от истока и до устья, без реки Сосьва от истока до водомерного поста у деревни Морозково, речной подбассейн реки — Тобол. Речной бассейн реки — Иртыш.
Код объекта в государственном водном реестре — 14010502512111200009052.